# Титарисиос
Титарисиос (на гръцки: Τιταρήσιος; Суха река), е река в Северна Тесалия – ляв и най-голям приток на Пеней.
Етимологията е старогръцка и отразява известните митологични сюжети на титаномахията и последвалата я гигантомахия. Титаните идвали от Елада, накъм която тече реката. Извира от западните склонове на Олимп, след което прави завой на юг и югоизток, преди да се влее в Пеней, който непосредствено след влива ѝ навлиза в т.нар. Темпейска долина.
Реката с притоците ѝ излиза от западните предпланински възвишения на Олимп, преминава близо до село Сикия, след което се обръща на изток в близост до село Влахояни. Преминава покрай Тирнавос, за да се влее в Пеней край село Родия на 65 м над морското равнище. Общата ѝ дължина е 70 км, като е пълноводна целогодишно. На най-големия ѝ ляв приток се намира Еласона.
Растителността по протежение на реката е основно тръстика, а дърветата – чинари, върби и тополи. Според Рамсарската конвенция, реката с поречието ѝ, попада в категорията на вътрешните влажни зони. Водите ѝ се използват предимно за напояване, което води до спад в пълноводието ѝ. Коритото ѝ е силно замърсено.
На около 3 km от село Аргируполи, във водосборния басейн на реката, се намира езерото Мати Тирнаву. Днес то е единственото естествено езеро в Тесалия и въпреки малката си площ (25 ha), то е в основата на екосистема с богата флора и фауна.
Територията по поречието на реката, през Средновековието, е в състава на Стагийската епархия на Охридската архиепископия, като е един от центровете на известното въстание на Никулица Делфина.